# Le Boullay-les-Deux-Églises
Le Boullay-les-Deux-Églises és un municipi francès, situat al departament de l'Eure i Loir i a la regió de Centre – Vall del Loira. L'any 2007 tenia 231 habitants.

## Demografia

### Població
El 2007 la població de fet de Le Boullay-les-Deux-Églises era de 231 persones. Hi havia 92 famílies, de les quals 22 eren unipersonals (15 homes vivint sols i 7 dones vivint soles), 22 parelles sense fills, 41 parelles amb fills i 7 famílies monoparentals amb fills.
La població ha evolucionat segons el següent gràfic:
Habitants censats

### Habitatges
El 2007 hi havia 111 habitatges, 92 eren l'habitatge principal de la família, 13 eren segones residències i 7 estaven desocupats. Tots els 111 habitatges eren cases. Dels 92 habitatges principals, 83 estaven ocupats pels seus propietaris, 7 estaven llogats i ocupats pels llogaters i 1 estava cedit a títol gratuït; 6 tenien dues cambres, 14 en tenien tres, 29 en tenien quatre i 43 en tenien cinc o més. 86 habitatges disposaven pel capbaix d'una plaça de pàrquing. A 33 habitatges hi havia un automòbil i a 57 n'hi havia dos o més.

### Piràmide de població
La piràmide de població per edats i sexe el 2009 era:
| Homes | Edats   | Dones |
| ----- | ------- | ----- |
| 0     | 95 o +  | 0     |
| 0     | 90 a 94 | 0     |
| 0     | 85 a 89 | 0     |
| 0     | 80 a 84 | 0     |
| 0     | 75 a 79 | 4     |
| 4     | 70 a 74 | 12    |
| 0     | 65 a 69 | 4     |
| 8     | 60 a 64 | 0     |
| 0     | 55 a 59 | 8     |
| 20    | 50 a 54 | 12    |
| 12    | 45 a 49 | 16    |
| 12    | 40 a 44 | 12    |
| 4     | 35 a 39 | 8     |
| 4     | 30 a 34 | 0     |
| 4     | 25 a 29 | 4     |
| 12    | 20 a 24 | 8     |
| 16    | 15 a 19 | 24    |
| 0     | 10 a 14 | 8     |
| 0     | 5 a 9   | 4     |
| 0     | 0 a 4   | 4     |

## Economia
El 2007 la població en edat de treballar era de 162 persones, 120 eren actives i 42 eren inactives. De les 120 persones actives 115 estaven ocupades (62 homes i 53 dones) i 5 estaven aturades (2 homes i 3 dones). De les 42 persones inactives 27 estaven jubilades, 8 estaven estudiant i 7 estaven classificades com a «altres inactius».

### Ingressos
El 2009 a Le Boullay-les-Deux-Églises hi havia 98 unitats fiscals que integraven 258 persones, la mediana anual d'ingressos fiscals per persona era de 22.497 €.

### Activitats econòmiques
Dels 5 establiments que hi havia el 2007, 1 era d'una empresa de fabricació d'altres productes industrials, 1 d'una empresa de construcció, 1 d'una empresa de comerç i reparació d'automòbils, 1 d'una empresa d'informació i comunicació i 1 d'una empresa de serveis.
L'any 2000 a Le Boullay-les-Deux-Églises hi havia 10 explotacions agrícoles.

## Poblacions més properes
El següent diagrama mostra les poblacions més properes.